# محتوى قابل للتحميل
 محتوى قابل للتحميل (بالإنجليزية:Downloadable content) يعرف اختصاراً بـ DLC 
هو نوع من الوسائط الرقمية التي يتم توزيعها عبر الإنترنت. هذه العبارة تستخدم على وجه التحديد للمحتوى الذي يتم صنعه للعبة فيديو ويتم إصداره بشكل منفصل عن إصدار اللعبة الرئيسي.

محتوى قابل للتحميل للعبة هيلو 2 في شبكة إكس بوكس لايف.